# James Lance
Pour les articles homonymes, voir Lance (homonymie).
James Lance est un acteur britannique né le 29 septembre 1974 à Southampton en Angleterre.

## Filmographie

### Cinéma
- 1995 : A Fistful of Fingers : Grindolini
- 2001 : Shopping de nuit : Vincent
- 2001 : The Search for John Gissing : Donny the Janitor
- 2001 : Subterrain : Kieran
- 2006 : Marie-Antoinette : Léonard
- 2008 : Bronson : Phil
- 2009 : City Rats : Chris
- 2009 : Mr. Right : Harry
- 2012 : Bel-Ami : François Laroche
- 2013 : A Very Englishman : Carl Snitcher
- 2013 : La Crypte du dragon : Doug McConnel
- 2014 : Northern Soul : DJ Ray Henderson
- 2015 : Swansong : Simon Dunton
- 2015 : Estranged : Laurence
- 2017 : The Bookshop : Milo North
- 2018 : The Devil Went Down to Islington : Nick Kolski
- 2024 : The Salt Path de Marianne Elliott

### Télévision
- 1991 : The Upper Hand : Rick McGuire (1 épisode)
- 1992 : Absolutely Fabulous : Daniel (1 épisode)
- 1995 : The Bill : Alexis Vasiliakis (1 épisode)
- 1997 : I'm Alan Partridge : Ben (5 épisodes)
- 1999 : People Like Us : Mark (1 épisode)
- 1999 : Les Allumés : Richard (3 épisodes)
- 1999-2001 : Embrasse le poney (5 épisodes)
- 2002 : Rescue Me : Les Héros du 11 septembre : Guy (6 épisodes)
- 2002-2003 : The Book Group : Lachlan et Barney Glendenning (12 épisodes)
- 2002-2003 : Teachers : Matt Harvey (14 épisodes)
- 2003-2005 : Absolute Power : Jamie Front (12 épisodes)
- 2004 : Top Buzzer : Sticky (10 épisodes)
- 2005-2007 : Sensitive Skin : Orlando Jackson (7 épisodes)
- 2007-2009 : Katy Brand's Big Ass Show (15 épisodes)
- 2008 : The Last Enemy : Bryan Holland (2 épisodes)
- 2008 : Hotel Babylon : Tom (1 épisode)
- 2008 : Agatha Christie's Marple : Dr Geoffrey Thomas (1 épisode)
- 2008-2009 : Moving Wallpaper : Tom Warren (18 épisodes)
- 2008-2009 : No Heroics : Timebomb (6 épisodes)
- 2009 : Boy Meets Girl : Ali (4 épisodes)
- 2012 : Being Human : La Confrérie de l'étrange : Kirby (2 épisodes)
- 2013 : Black Mirror : Conor Simpson (1 épisode)
- 2014 : Babylon : Granger (3 épisodes)
- 2015 : Inspecteur Barnaby : Silas Raven (1 épisode)
- 2016 : Les Mystères de Londres : Barrett Underhill (1 épisode)
- 2016 : Mount Pleasant : Adam Wyatt (6 épisodes)
- 2020 : Ted Lasso : Trent Crimm
- 2022 : Destin : La Saga Winx : Arthur, l'oncle de Stella